# Alphestes afer
Alphestes afer, tên thường gọi trong tiếng Anh là mutton hamlet, là một loài cá biển thuộc chi Alphestes trong họ Cá mú. Loài này được Marcus Elieser Bloch mô tả lần đầu tiên vào năm 1793.

## Phân bố và môi trường sống
A. afer có phạm vi phân bố rộng rãi ở vùng biển Tây Đại Tây Dương và rải rác ở Đông Đại Tây Dương. Chúng được tìm thấy từ phía đông nam bang Florida (Hoa Kỳ), Bermuda, Bahamas trải dài xuống đến tây bắc vịnh Mexico và khắp vùng biển Caribe, kéo dài đến Suriname; ngoài khơi bờ biển Brazil từ Maranhao đến Sao Paulo. Ngoài ra, loài này còn được biết đến ở hai địa điểm phía đông Đại Tây Dương: bờ biển Guinea và São Tomé. A. afer sinh sống trong các thảm cỏ rong, ẩn mình trong các khe đá gần bọt biển; độ sâu được ghi nhận là khoảng 35 m trở lại.

## Mô tả
A. afer trưởng thành đạt kích thước khoảng 33 cm, nhưng thường trung bình dài khoảng 25 cm. Cơ thể và các vây của nó có màu nâu nhạt hoặc màu ôliu, có các vệt đốm và sọc màu nâu đậm. Một số cá thể có nhiều đốm chấm màu cam; đầu, cơ thể và tất cả các vây thường có các đốm trắng. Vây ngực có thể có màu cam hoặc vàng.
Số gai ở vây lưng: 11; Số vây tia mềm ở vây lưng: 17 - 20; Số gai ở vây hậu môn: 3; Số vây tia mềm ở vây hậu môn: 9 - 10; Số vây tia mềm ở vây ngực: 16 - 18.
A. afer sống đơn độc, ít hoạt động vào ban ngày, thường ẩn nấp trong các kẽ đá hoặc nằm trong đám cỏ biển, đôi khi chúng ngụy trang bằng cách lấp cát lên thân. Về đêm, chúng bắt đầu đi kiếm ăn, là những loài động vật giáp xác dưới đáy biển. A. afer là loài lưỡng tính tiền cái (protogynous hermaphrodite), sinh sản từ cuối mùa đông đến đầu mùa xuân.
A. afer được đánh bắt để phục vụ ngành thương mại cá cảnh tại Brazil.